# Andreas Udvari
Andreas Udvari (Múnich, 15 de diciembre de 1981) es un deportista alemán que compitió en bobsleigh. Ganó una medalla de bronce en el Campeonato Europeo de Bobsleigh de 2009, en la prueba cuádruple.

## Palmarés internacional
| Campeonato Europeo | Campeonato Europeo   | Campeonato Europeo | Campeonato Europeo |
| Año                | Lugar                | Medalla            | Prueba             |
| ------------------ | -------------------- | ------------------ | ------------------ |
| 2009               | Sankt Moritz (Suiza) | Medalla de bronce  | Cuádruple          |